# Кардинал
Кардина́л (від. лат. cardo — стрижень, вісь; cardinalis — головний) — найвища посадова особа Католицької церкви після Папи, єпископ з правом голосу при виборі нового папи Римського і член Колегії кардиналів, з посеред яких обирається папа Римський. Всі кардинали разом складають Колегію кардиналів або Священну колегію, що наділена правом на конклаві обирати папу Римського. Повна назва — Кардинал Святої римської церкви (з лат. Cardinalis santæ romanæ Ecclesiæ).

## Історія
У Римській імперії, при Феодосії І (347–395), титул кардинала належав найвищим посадовим особам в імператорському домі, армії, префектам преторія Азії та Африки.
У церковному житті кардинали траплялися не тільки в Римській церкві, але й в інших західних церквах. Та все ж, особливе місце вони займають саме в церкві Риму, де вони призначалися з найбільш наближених до єпископа Римського священників і дияконів. Римська церква поділялась на округи, в кожному з яких була центральна церква (Titulus). Кардинали були настоятелями цих центральних церков, в яких уділялися таїнства. Підпорядковані їм менші церкви округу були дияконствами.
У перші століття існування християнської Церкви кардинали стояли нижче за єпархіальних єпископів і не мали ексклюзивного права обирати Папу Римського (хоча часто вони обиралися саме з них, особливо з протодияконів). Правом обрання було наділене все римське духівництво за згоди народу. У період раннього Середньовіччя потужний вплив на вибори римського єпископа мали місцева знать, наслідком чого було зведення на престол таких пап, як Бенедикт IX. Пізніше фактичне право призначення пап монополізували імператори Священної Римської імперії.
Реакцією на ці та на інші зловживання в католицизмі став Клюнійський рух, головною метою якого була реформа церкви. Головою цього руху був монах-бенедиктинець Ґільдебранд, який у 1049 р. став радником папи Лева IX і почав утілювати в життя ідеї клюнійців. У 1059 р., під його впливом, папа Миколай II видав декрет «In Nomine Domini» (з лат. «В Ім'я Господнє»), за яким правом обирати римського єпископа наділялися лише кардинали-єпископи (за апостольською конституцією 1179 р. «Licet de vitanda discordia» папи Олександра III — всі кардинали), а за імператором і народом (фактично римською знаттю) залишалося лише право формального схвалення (аккламації). У 1245 році Інокентій IV зробив їх вищими за єпископів і дав червоного капелюха (galero). Перші кардинали, що не належали фактично до римського кліру, з'явилися з 1162 року, коли папа Олександр III дозволив Конраду Віттельсбаху, архієпископу Майнцькому, повернутися до своєї єпархії.

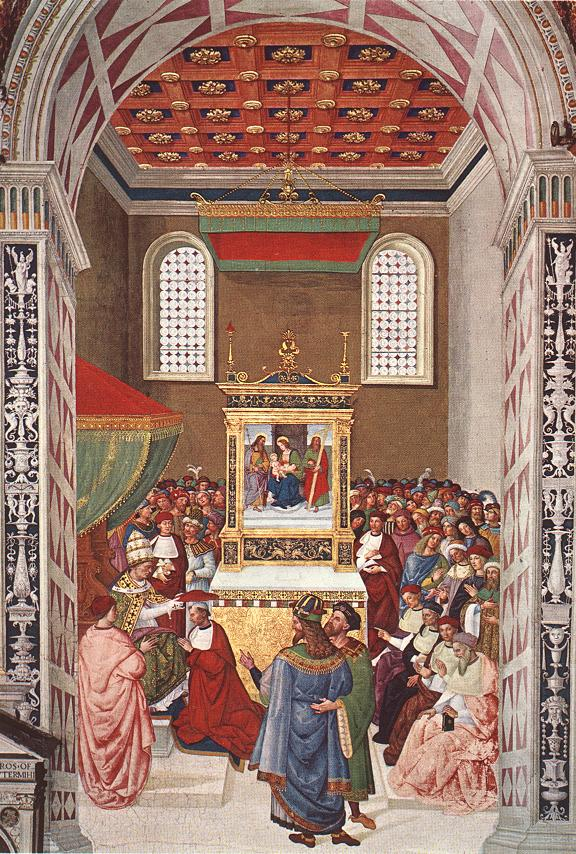
Пінтуріккьо. Кардинал Енеас Сільвіо Пікколоміні (папа Пій ІІ) отримує кардинальського капелюха

Через часті проблеми з проведенням конклавів папа Григорій IX в апостольській конституції «Ubi periculum» визначив, що для обрання папи потрібні дві третини кардиналів-виборників та встановив дисципліну на конклавах.
Чисельність кардиналів у різні часи відрізнялася досить істотно, хоча загалом у часи Середньовіччя їх було приблизно 30 осіб (були випадки, коли їхня кількість знижувалася тільки до 7). У 1586 році папа Сикст V своєю буллою «Immensa æternis Dei» і конституцією «Postquam verus» встановив, що кількість кардиналів не може перевищувати 70 (за кількістю 70 старійшин ізраїлевих і 70 апостолів): з них 50 кардиналів-пресвітерів, 14 кардиналів-дияконів і 6 кардиналів-єпископів. Кодекс канонічного права 1917 р. вказує, що кардинали мають бути посвячені в священицький сан. А в буллі Іоанна XXIII від 15 квітня 1962 р. «Cum Gravissima» вже вимагалося, щоб всі кардинали діставали єпископське свячення (хоча папа може їх від цього звільнити в особливих випадках). Цей же папа вперше порушив встановлену Сікстом V граничну чисельність кардиналів. У 1970 р. папа Павло VI motu proprio «Cum ingravescentem aetatem» встановив, що кардинали, чий вік перевищує вісімдесят років, втрачають право голосу на конклаві.

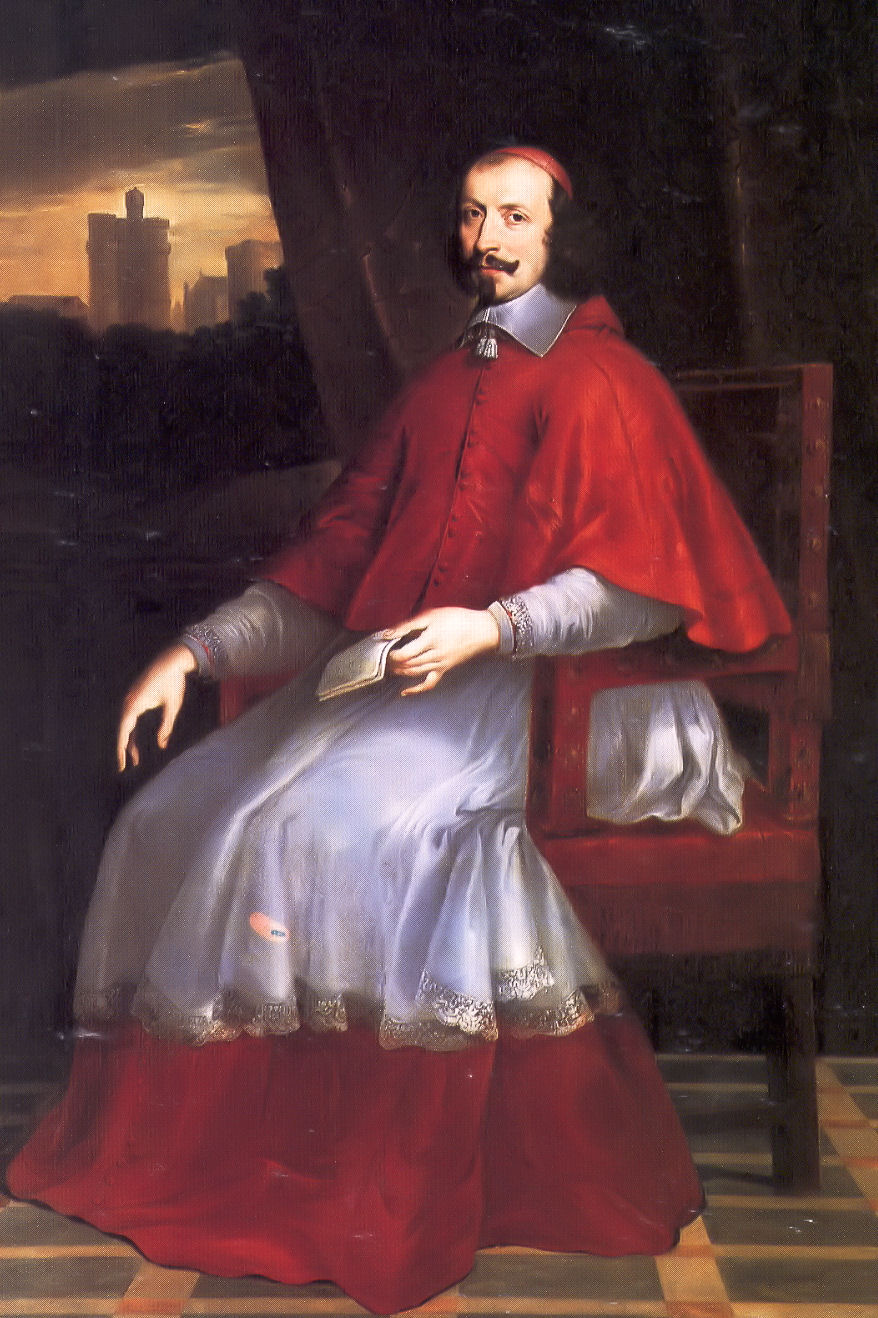
Кардинал Джуліо Мазаріні

Це ж було підтверджено в апостольських конституціях «Romano Pontifici Eligendo» 1975 р. (де також встановлювалося, що кількість кардиналів-виборщиків не може бути більшою за 120) та «Universi Dominici Gregis» 1996. Папа Павло VI також прирівняв тих з патріархів Східних католицьких церков, що наділені кардинальським титулом до кардиналів-єпископів.

### Кардинали корони
Основна стаття: Кардинал корони
З часів понтифікату папи Климента V, першого авіньйонського папи, деякі світські правителі (а саме: імператори Священної Римської імперії, пізніше — австрійські імператори, королі Франції, Іспанії, Португалії та Польщі, веніціанські дожі) дістали право рекомендувати кандидатів на призначення кардиналами. Ці кардинали, що призначалися через відповідні політичні причини, отримали назву кардиналів корони (cardinales coronæ). Така практика була припинена наприкінці XIX ст.
В історії кардинали корони часто відігравали велику політичну роль, будучи міністрами та найголовнішими радниками своїх монархів. Найвідомішими серед них були французькі перші міністри — кардинали Рішельє, Джуліо Мазаріні та Флері, або в Англії — Томас Волсі. Навіть будучи кардиналами, вони піклувалися в першу чергу про інтереси своїх монархів і держав, а часто кардиналами ставали саме через заступництво цих монархів. Також можна назвати кардинала Луї Рене Едуарда, принца Рогана, що особливо відомий своєю роллю у справі про намисто під час правління Людовика XVI.

### Палатинські кардинали та кардинали-протектори
Палатинськими кардиналами називались кардинали, що в зв'язку зі своєю посадою мали проживати в Апостольському палаці й бути в розпорядженні папи. Уперше палатинські кардинали згадуються в 735 році, коли папа Григорій III на додачу до 14 окружних дияконів увів посади ще 4 палатинських кардиналів-дияконів (cardinales Palatini), в обов'язки яких входила допомога в ведені папського господарства та допомагати папі при богослужіннях у Базиліках св. Іоанна Латеранського та св. Петра. Пізніше кожен папа призначав нових палатинських кардиналів на вже існуючі посади або створював нові. До XX ст. залишилось двоє палатинських кардиналів — Державний секретар Святого Престолу та Канцлер Святої Римської Церкви. Папа Павло VI своїм motu proprio Pontificalis domus від 28 березня 1968 скасував посаду кардинала-канцлера з передачею його повноважень кардиналу-держсекретарю.

Основна стаття: Кардинал-протектор
Також існувала традиція призначати кардиналів-протекторів, які мали захищати чернечі конґреґації та ордени. Основоположником такої практики вважається Святий Франциск Асізький, що радив своїм послідовникам просити папу призначити когось з кардиналів захисником Францисканського ордену. З 1964 Державний секретаріат більше не підтримує практику призначення кардиналів-протекторів чернечих орденів та конґреґацій, та продовжують існувати почесні кардинали-протектори церковних навчальних закладів, особливо папських.

## Структура Колегії кардиналів. Кардинальські сани

### Структура Колегії кардиналів
Загалом, уся Колегія кардиналів розподіляється на такі сани:
- Кардинали-єпископи (посідають 7 приміських престолів, хоча їх завжди 6)
- Кардинали-пресвітери (що наділяються римською титулярною парафією)
- Кардинали-диякони (що наділяються римським дияконством)

Тепер в колегії існує такий порядок старшинства:
- Декан кардиналів-єпископів, що є одночасно деканом всієї колегії
- Кардинали-єпископи в порядку наділення їх саном
- Кардинали-патріархи в порядку їх призначення
- Кардинал-протопресвітер, що очолює кардиналів-пресвітерів
- Кардинали-пресвітери в порядку наділення їх саном
- Кардинал-протодиякон, що є найстарішим членом сану кардиналів-дияконів
- Кардинали-диякони в порядку їх призначення

Кожен кардинал разом з призначенням дістає приміський (suburbicarian) єпископський престол, титул або дияконство. При цьому, папа на консисторії може перевести кардинала-пресвітера та кардинала-диякона з однієї титулярної церкви або дияконії до іншої. Також, кардинали-диякони, що перебувають у цьому сані 10 років можуть стати кардинала-пресвітерами або кардинал-диякон може бути переведений в пресвітерський сан зі збереженням дияконства, яке стає титулом pro hac vice (тільки в цей раз). Для того, щоб бути піднесеним до сану кардинала-єпископа або змінити приміську кафедру (що стається достатньо рідко) потрібне особливе рішення папи. Найчастіше він обирає кардиналів-єпископів з кардиналів-пресвітерів, але може створити нове кардинальське звання безпосередньо в сані кардинала-єпископа.

### Кардинали-єпископи
Основна стаття: Кардинал-єпископ
Кардинали-єпископи — ієрархічно найвищий сан в Колегії кардиналів. Вони займають сім, так званих, приміських престолів: Остію, Веллетрі-Сеньї, Фраскаті, Порто-Санта Руфіна, Альбано, Палестріну, Сабіни-Поджо Міртето. Вони є єпископами-суффраганами римського митрополита і раніше не були кардиналами, але такими визнаються вже на початку Середньовіччя. Кардинали-єпископи було єдині, хто обирався завжди з посвячених єпископів на відміну від інших кардинальських санів.
В 1119 р. папа Калікст II об'єднав дієцезії Порто і Санта Руфіна (Сільва Кандіда). А папа Пій X своїм motu proprio Edita a Nobis від 5 травня 1914 р. встановив, що кафедра Остії завжди належить кардиналу-декану, при чому, свого попереднього престолу він не позбувається. Папа Павло VI 11 лютого 1965 р. видав motu proprio Ad purpuratorum patrum, за яким ті патріархи Східних католицьких церков, що призначені кардиналами прирівнюються до кардиналів-єпископів і стоять в ієрархії після них.
Тепер, після того, як папа бл. Іоанн XXIII видав 11 квітня 1962 р. motu proprio Suburbicariis sedibus, кардинали-єпископи не управляють своїми дієцезіями, а за них це роблять спеціально призначені єпископи.
Кардинали-єпископи обирають зі свого числа декана (хоча раніше цю посаду займав найстарший кардинал-єпископ), який є, також, деканом всієї колегії. Це обрання затверджує папа. Декан, будучи першим серед рівних, організовує роботу колегії і є одним з небагатьох членів курії, що зберігать свою посаду на період вакантного престолу (Sede vacante). Також, саме кардинал-декан, як єпископ Остії, надає єпископське свячення обраному папі, якщо той на момент обрання не є єпископом.
Кардинали-патріархи не беруть участі в обранні декана і не можуть бути обраними.

### Кардинали-пресвітери
Основна стаття: Кардинал-пресвітер
Це найчисленніша група кардиналів, що стоять в ієрархічному порядку між кардиналами-єпископами і кардиналами-дияконами. Ведуть своє походження від священиків, яких римський єпископ призначав настоятелями головних окружних церков у Римі. Пізніше, коли кардинали стали призначатися не з римського духівництва, вони стали призначатися номінальними настоятелями обраних римських парафій (tituli) для того, щоб належати до римського кліру. Зі збільшенням кількості кардиналів-пресвітерів збільшувалася і кількість титулярних церков. Тепер їх уже більше ніж 150.
Заведено, що папа призначає єпископів значних дієцезій саме кардиналами-пресвітерами (хоча він не зобов'язаний цього робити).
Їх очолює кардинал-протопресвітер, що є найстаршим за часом призначення кардиналом-пресвітером. Раніше він мав деякі церемоніальні функції на конклаві, але тепер через те, що вік до якого кардинали мають право брати участь в конклаві був обмежений, найчастіше він їх не виконує.

### Кардинали-диякони
Основна стаття: Кардинал-диякон
Найнижчий за своїм ієрархічним положенням сан кардиналів. Ведуть своє походження від чотирнадцяти давніх римських дияконів, з яких сім очолювали папське домашнє господарство, а інші сім наглядали за майновим станом церков. У ранньому Середньовіччі фактично завідували економікою міста Рима та інших територій, що підпорядковувалися папі. Одночасно вони посідали, так звані дияконства — церкви, що не були парафіями і в яких не надавалися таїнства. Кількість кардиналів-дияконів тривалий час практично не перевищувала традиційну цифру в 14 осіб, але пізніше почали створюватися нові дияконства і тепер їх кількість набагато більша. До початку XX століття можна було бути не священиком, щоб бути кардиналом-дияконом (наприклад, у XVI столітті Реджинальд Поул був 18 років кардиналом до того, як був посвячений у священики), але тепер усі кардинали мають бути не тільки священиками, але й єпископами (крім випадків, коли папа вирішує інакше).
Найчастіше кардиналами-дияконами призначаються члени римської курії та дипломати Святого Престолу.
Кардиналів-дияконів очолює кардинал-протодиякон, яким призначається той кардинал-диякон, що є найстаршим за часом призначення і при цьому має право брати участь в конклаві. Колись ця посада була дуже впливовою. Перші протодиякони (архідиякони) Святої римської церкви були головними завідувачами майна Римської церкви й мали допомагати вдовам, сиротам та іншим, хто потребував допомоги громади. Дуже часто саме протодиякони ставали папами і претендували на вищість над усім римським кліром. Тепер головною функцією кардинала-протодиякона є оголошення імені обраного папи після конклаву. Також, він покладає паллій новим митрополитам, яким його надає папа, а також самому папі під час інтронізації. Раніше, під час папської коронації, він покладав йому на голову тіару.

## Роль кардиналів у церкві
Найголовніше завдання кардиналів у церкві — надавати поради папі Римському та допомагати йому в управлінні церквою. Найчастіше вони це роблять на консисторіях. Конисторії бувають:
- Звичайними (коли кардинали розглядають прості справи або збираються для різних урочистостей. Консисторії на яких проголошуються урочисті акти бувають публічними. Традиційна ж назва для простих консисторій — таємні)
- Надзвичайними (коли кардинали розглядають ситуацію в окремих церквах або особливо важливі питання)

Кардинали, також, займають деякі важливі посади в римській курії. Існують посади, які займають тільки кардинали: наприклад, кардинал-державний секретар.
Коли папський престол вакантний, Колегія кардиналів наділяється вищою адміністративною (і тільки адміністративною) владою. З їхньої компетенції виключені справи, які в силу традиції чи закону перебувають у виключній компетенції римського єпископа. Усі високопосадовці й голови дикастерій римської курії йдуть у відставку, окрім посадовців самої колегії (декана, віце-декана та камерленга).
Камерленг Святої римської церкви, якому допомагає Апостольська палата та троє кардиналів, опікується майновими питаннями та охороною світської влади римського єпископа. При цьому для найважливіших рішень він має отримати згоду Колегії кардиналів.
Колегія наділяється найвищою владою в самому Ватикані, але видавати декрети, що мають силу закону, вона має право лише в період вакантного престолу.
Кардинали єдині, хто наділений правом обирати папу Римського, хоча, формально, обраним може бути будь-який хрещений, неодружений чоловік, не єретик, який належить до Католицької церкви.

## Призначення

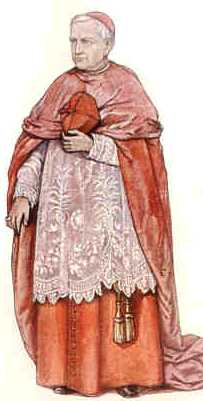

Кардинали призначаються папською буллою на таємній консисторії «як відомі своєю вченістю, звичками, набожністю та обачністю у ведені справ люди». Після чого проводиться церемонія з призначення, на якій папа дає новопризначеному кардиналу червону біретту, кардинальський перстень і буллу.

### Кардиналin pectore
У деяких випадках, якщо він вважає за потрібне, папа може призначити кардинала таємно, in pectore (лат. в грудях). У такому випадку його ім'я не називається, але, якщо папа помре, не назвавши його імені, його призначення вважається недійсним. Подібна ситуація склалась, коли папа Іван-Павло II заявив про те, що він призначив такого кардинала. Оскільки його ім'я так і не стало відомим, то його призначення вважається недійсним.

## Привілеї та титули

### Одяг

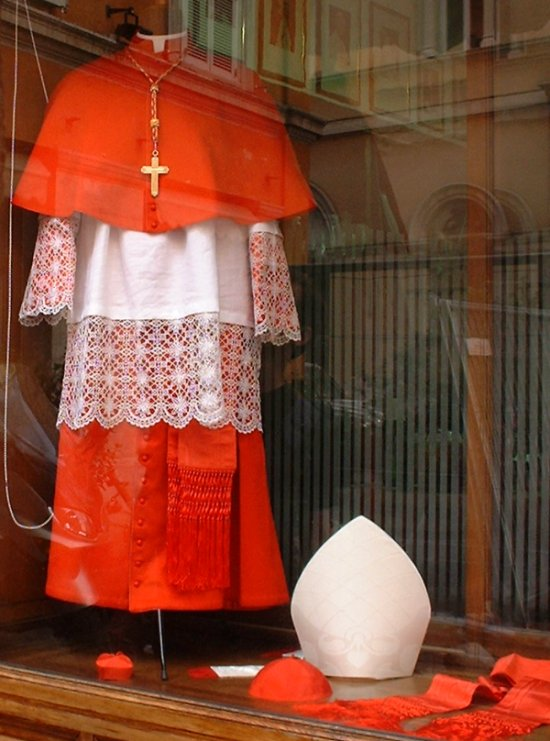
Кардинальський одяг у крамниці родини Джамареллі. На маненкені висить червона кардинальська сутана, роше та моцетта з наперсним хрестом. Біля нього митра, червона біретта та червоний пояс.

Традиційний колір кардиналів — червоний, що символізує кров Христа та відданість кардиналів вірі.
Основною відзнакою був кардинальський червоний капелюх зі звисаючими стрічками і китицями — ґалеро (galero). Він одягався під час консисторії і використовувався практично лише двічі — під час призначення і після смерті, коли його клали в ногах померлого кардинала, а потім поміщали над поховальним катафалком. Саме ґалеро з 30-ма китицями можна побачити на кардинальському гербі. Після інструкції «Ut sive sollicite» від 31 березня 1969 р. воно, як і деякі інші елементи одягу, більше не використовується. Тепер, папа, або, якщо церемонія проходить поза межами Риму — легат, одягає на голову новопризначеному кардиналу червону біретту.
Кардиналами використовувались два види римського капелюха (capello romano) — один звичайний чорний з червоним шнуром і червоний, подібний до папського, з косою і позолоченим шнуром, який одягався разом з роше (rochet) і моцеттою (mozzetta) при урочистих церковних процесіях. Також існував великий солом'яний капелюх, покритий червоним шовком, що використовувався для захисту від сонця.
Іншим знаком кардинальської влади є золотий перстень із сапфіром (ombrellino), з внутрішньої сторони якого зображується герб папи, що призначає даного кардинала, а з зовнішньої будь-яке обране папою зображення (тепер це зображення розп'яття з Дівою Марією та ап. Іваном по сторонах).
Весь хоровий кардинальський одяг, окрім рочетто, також червоний, включно з рясою, моцеттою, пілеолусом (zucchetto) та біреттою. Звичайно ж, вони носять чорну єпископську рясу з червоним поясом і червоними підшивками. Також кардинали використовують пальто-накидку (ferraiolo) червоного кольору.
Кардинали-патріархи традиційно носять одяг, що використовується в їхній літургійній традиції.

### Привілеї
Кардинали виключені з-під юрисдикції єпископів, на території єпархій яких вони перебувають, маючи старшинство перед усіма, окрім Папи римського. Вони, також, мають право служити месу в будь-якому храмі, поза Римом не питаючи дозволу місцевого єпископа. Вони можуть бути присутніми на Вселенському соборі навіть без спеціального запрошення і не будучи єпископами.
За дипломатичним етикетом до кардиналів застосовуються ті самі привілеї, що й до князів.
Як і єпископи, кардинали, що не наділені єпископським саном мають право носити митру та наперсний хрест.

### Титул
За Урбана VIII в 1630 році кардинали дістали титул «Eminentissimus», «Eminentia» (лат. Високопреосвященнійший). Таким чином, їхній повний титул — Eminentissimus ac reverendissimus Dominus Dominus (Ім'я) Sanctæ Romanæ Ecclesiæ cardinalis (Прізвище) (Високопреосвященнійший і найдостойніший пан (Ім'я) Святої римської церкви кардинал (Прізвище)).
Звертання — Ваше Високопреосвященство.

## Українські кардинали
3 українців кардиналами були: митрополит Київський Ісидор (XV ст.), митрополити Львівські Михайло (Левицький), Сильвестр Сембратович, Йосип Сліпий, Мирослав Іван Любачівський, Любомир Гузар, колишній Архієпископ львівський латинського обряду Мар'ян Яворський.
Після молитви «Ангел Господній» у неділю, 6 жовтня 2024 р., Папа Франциск оголосив, що 8 грудня проведе консисторію з нагоди введення в сан нових кардиналів. У переліку є також Преосвященний владика Микола Бичок, редемпторист, Єпарх Мельбурнський УГКЦ (Австралія).

## Інші значення в релігійному житті
В Англійській церкві кардиналами називаються два члена Колегії Менших каноників собору св. Павла з якими консультувалися з літургійних питань. Вони мали право служити месу на головному вівтарі собору, отримували доходи від похорон і мес, які служилися в соборі. Також, молодший з них, мав ходити по хворих і причащати вмираючих під час епідемій чуми. За це він отримував подвійну плату грошима, хлібом та пивом з фондів колегії.

## Виноски
1. ↑  Кодекс канонічного права, 1983 року (рос.)[недоступне посилання з квітня 2019], Канон 350 § 5[недоступне посилання з квітня 2019]
2. ↑  Канон 350 § 4[недоступне посилання з квітня 2019]
3. ↑  Канон 357 § 1[недоступне посилання з квітня 2019]
4. ↑  Канон 352 § 2[недоступне посилання з квітня 2019]
5. ↑  Канон 355 § 1[недоступне посилання з квітня 2019]
6. ↑  Канон 355 § 2[недоступне посилання з квітня 2019]
7. ↑  Канон 353[недоступне посилання з квітня 2019]
8. ↑  «1. На час вакантності Апостольського Престолу, Колеґія кардиналів не наділена повноваженнями або юрисдикцією щодо життя Верховного Понтифіка або його перебування на своїй посаді. Ці питання перебувають повністю та винятково в компетенції майбутнього папи. У зв'язку з чим я заявляю, що Колеґія кардиналів не наділена будь-якими повноваженнями або юрисдикцією щодо життя чи перебування на посаді Римського Понтифіка. Йдеться про питання, які Колеґія кардиналів може вважати такими, що виходять за рамки цієї конституції.

2. На час вакантності Апостольського Престолу керування Церквою надається Колеґії кардиналів винятково для вирішення щоденних питань, питань, що не можуть чекати і для підготування всього потрібного для виборів нового папи. Ця діяльність має вестись тільки в рамках, установлених дійсною конституцією: отже потрібно виключити всі питання, що, відповідно до закону чи практики, відносяться до виключної компетенції Римського Понтифіка або стосуються правил обрання нового папи, що викладені в цій конституції»

Папа Іван Павло II, Апостольська конституція «Universi Dominici Gregis», розділ І частини І, §§ 1 та 2
9. ↑  Канон 351[недоступне посилання з квітня 2019]
10. ↑  Канон 351 § 3[недоступне посилання з квітня 2019]
11. ↑  Канон 357 § 2[недоступне посилання з квітня 2019]